# Cyclolabus albicinctus
Cyclolabus albicinctus är en stekelart som beskrevs av Heinrich 1962. Cyclolabus albicinctus ingår i släktet Cyclolabus och familjen brokparasitsteklar. Inga underarter finns listade i Catalogue of Life.